# Friederike Johanna Nestler-Rebeau
Friederike Johanna (Jeanne) Nestler-Rebeau, geb. Bauer (* 16. August 1938 in Beuthen, Oberschlesien), ist eine österreichische Installations- und Objektkünstlerin sowie Fotografin.

## Leben
Friederike Nestler-Rebeau ist eine Tochter des aus der Steiermark stammenden Ingenieurs Rupert Bauer, der zur Zeit ihrer Geburt in Beuthen tätig war. Später arbeitete er als Berginspektor der Alpine in Leoben-Seegraben. Nach Abschluss der AHS-Unterstufe in Leoben besuchte Friederike Bauer von 1952 bis 1956 die Bundeslehranstalt für das Baufach und Kunstgewerbe in Graz. Dort war sie zwei Jahre lang in der Fachschulklasse Keramik von Hans Adametz und danach Meisterschülerin für Malerei bei Rudolf Szyszkowitz. 1958 erlangte sie die Externisten-Matura am Akademischen Gymnasium in Graz. Anschließend studierte sie von 1958 bis 1964 an der Akademie der bildenden Künste Wien, wo sie der Meisterklasse bei Josef Dobrowsky und Herbert Boeckl angehörte und mit dem Diplom für Malerei abschloss. Außerdem erlangte sie einen Magister-Abschluss an der Universität Wien.
Während ihres Studiums in Wien lernte sie den Maler und Objektkünstler Norbert Nestler (1942–2014) kennen, den sie 1964 heiratete und mit dem sie auch künstlerisch zusammenarbeitete. Beruflich war sie als Kunsterzieherin tätig, zunächst am Bundesrealgymnasium in Bruck an der Mur. 1966 zog sie mit ihrem Mann nach Graz. Dort unterrichtete sie am Musisch-Pädagogischen Bundesrealgymnasium für Mädchen.
Friederike Nestler-Rebeau ist seit 1971 Mitglied der Grazer Künstlergruppe Forum Stadtpark, mit der sie mehrfach ausstellte. Außerdem gehört sie dem Werkbund, dem Grazer Kunstverein und dem Verband der Akademikerinnen Österreichs an.
Einzelausstellungen ihrer Werke fanden unter anderem im Stadtmuseum Graz (1993, mit Katalog) statt.
Nestler-Rebeau wurde 1986 mit dem Kunstförderungspreis und 1988 der Ehren-Medaille der Stadt Graz ausgezeichnet. 1998 erhielt sie das Österreichische Ehrenkreuz für Kunst und Wissenschaft. 2008 wurde ihr das Große Ehrenzeichen des Landes Steiermark verliehen.

## Werk
Friederike Nestler-Rebeau erschafft Werke der Objekt- und Installationskunst, Skulpturen und Fotografien. Als Sujet wählt sie häufig den menschlichen Körper, wobei sie feministische und gesellschaftskritische Positionen einnimmt. Bei ihren Installationen und Skulpturen handelt es sich oft um Ready-mades. Charakteristisch für ihre Arbeiten ist auch der gleichzeitige Einsatz unterschiedlicher Materialien wie Keramik, Bronze, Textilien, Plexiglas und Holz. Neben ihren eigenständigen Arbeiten realisierte Nestler-Rebeau langfristige gemeinsame Kunstprojekte mit Norbert Nestler.
Werke (Auswahl)
- Ape-man, Skulptur, Plexiglas/Textil, 176 × 83 × 43 cm, 1973
- Körperprojektionen, Fotoserie, 1980/81
- Haut, fotografische Häutung der Künstler, 1981, mit Norbert Nestler
- Das Bild zerbricht, Installation, Graz, Herrengasse, 1983, mit Norbert Nestler
- Das Mahl, Bronze auf Eisengestell, 120 cm, 1985/88
- Der große Wald, Projekt einer Großskulptur aus 24 Draken, Ausführung als Modelle (Bronzeguss, Holzplatte mit Modellflugzeugen), 1987–2002
- Buchstäblich Buchstaben, Die blauen Ameisen, Installation, Terrakotta und Holz, 100 × 111 × 6 cm, 1988
- Auch Wände sind kein Hindernis, Installation für das Bildungshaus Maria Trost, 1995
- Zeitzyliner, Rauminstallation, Malerei, Hardwarescrap, Video und Kindersitzgarnitur, 1998 Künstlerhaus Graz
- Skinwall, SW-Foto-Gruppen mit Händen und Füßen der Künstler, 1999–2003, mit Norbert Nestler

## Ausstellungen (Auswahl)
Einzelausstellungen
- 1973, 1980, 1981: Forum Stadtpark
- 1982: Kulturzentrum bei den Minoriten, Graz
- 1988: Joanneum-Ecksaal, Graz
- 1993: F. J. Nestler-Rebeau, art nowhere or nowhere art, Stadtmuseum Graz (mit Katalog)
- 1998: Jeanne Rebeau, Zeitzylinder, Künstlerhaus Graz
- 2003: Skinwall, Grazer Kunsthaus (mit Norbert Nestler, Katalog)
- 2022: Eine Retrospektive, CityPark Graz

Gruppenausstellungen
- 1972: Secession Wien
- 1980: Forum Stadtpark, Graz
- 1985: steirischer herbst, Los Angeles
- 1990: Internationale Triennale für Malerei, Osaka 1990
- 1993: 8+3 Lebensräume – Kunsträume, Stadtmuseum Graz
- 2000: Der Anagrammatische Körper, Zentrum für Kunst und Medien, Karlsruhe
- 2003: M_ARS – Kunst und Krieg, Neue Galerie (mit Katalog) und Meisterwerke der Steirischen Moderne, Burg Rabenstein, im Rahmen von Graz – Kulturhauptstadt 2003
- 2011: Wir sind Bettler, Stadtmuseum und Theater im Bahnhof, Graz
- 2021: Fokus Foto, Einsichten, Kunsthalle Graz[6]
- 2021: Ladies and Gentlemen – Das fragile feministische Wir, Neue Galerie Graz[7]